# Som Brasil
Som Brasil é um programa de televisão musical brasileiro produzido pela TV Globo, teve sua estreia em 9 de agosto de 1981. Uma nova fase do programa está sendo exibida desde 10 de agosto de 2022. Foi criado pelo cantor Rolando Boldrin, sofrendo várias modificações no formato e no roteiro ao longo dos anos, sendo dirigido e apresentado por vários artistas da emissora.

## História

### 1.ª fase: exibição aos domingos (1981–1989)

#### 1981 a 1984
Com apresentador de Rolando Boldrin, o Som Brasil estreou em 9 de agosto de 1981. Sua exibição era nas manhãs de domingo, após o Globo Rural, com 1h de duração. A função do programa era divulgar a importância da música regional brasileira, ainda pouco reconhecida. Seu tema de abertura era a música "Vide, Vida Marvada", do próprio Rolando. Tinha como único cenário o palco do Teatro Célia Helena, em São Paulo. Esta primeira fase teve direção de José Armâncio.
Seu formato no início consistia em histórias contadas pelo apresentador, além das performances do mesmo, que também dançava. Além da exibição de peças teatrais e pequenos documentários. Muitos nomes da música regional passaram por lá como Dominguinhos, Luiz Gonzaga, Chico Buarque, entre outros. Mesmo em meio a Ditadura Militar, havia espaço também para sátiras políticas no quadro fixo Bodega do Ranchinho, que eram comandadas por Ranchinho, da dupla sertaneja Alvarenga & Ranchinho.
Em setembro de 1982, após completar um ano de exibição, o programa passou a ter duas horas de duração. Em 1983, foi lançado um disco com os grandes sucessos apresentados no programa.

#### 1984 a 1986
Em 1984, insatisfeito com o horário de exibição do Som Brasil, Rolando deixou a apresentação e foi substituído pelo ator Lima Duarte. Para aproveitar a mudança, o programa deixou o teatro, e passou a ter um maior número de gravações em ambientes externos, como campos e roças, dando ênfase a coisas típicas da cultura regional como festas, comidas e artesanatos. Também ganhou uma nova abertura, gravada em Capão Bonito. No novo cenário, Lima aparecia sentado em um banco, recebendo os seus convidados em frente a uma casa de caboclo.

#### 1986 a 1989
Teve uma grande mudança em 1986, com a inauguração de um novo cenário e uma nova abertura, ao som de "Amanheceu, peguei a viola", na voz de Almir Sater. As características originais do programa foram preservadas, mas agora com a participação de artistas urbanos na música regional.
Logo no primeiro programa, houve o encontro de Leila Pinheiro e Sorocabinha (da primeira dupla caipira brasileira, Sorocabinha e Mandy). Outras novidades foram a colaboração da Associação Brasileira dos Pesquisadores Musicais, que sugeria coisas sobre música regional brasileira. O recurso das gravações externas ganhou mais espaço.
Em 1988, José Armâncio saiu do programa e deixou a direção com Adriano Stuart. No segundo semestre de 1989, o programa deixou a grade de programação da Globo.

### 2.ª fase - espetáculos musicais naTerça Nobre
Em 4 de maio de 1993, após a telenovela Renascer, estreava um novo Som Brasil, completamente diferente do exibido nos anos 80. A cultura regional do programa, deu lugar a grandes shows musicais, com palco e plateia, que circulavam por todo o país. A exibição acontecia nas noites de terça-feira, dentro da faixa Terça Nobre, mensalmente, com apresentação de Alexandre Garcia.
A cada show, era apresentado um tema diferente. Simone reuniu amigos, em shows no Rio de Janeiro, em São Paulo e em Curitiba, Raul Seixas foi homenageado por Chitãozinho e Xororó e Leandro e Leonardo em São Paulo. Alceu Valença e Elba Ramalho fizeram uma festa de São João, no Recife, entre outras diversas apresentações ao longo desta fase. Posteriomente, passou a ser exibido semanalmente, após a novela das oito. Nesta época, o programa participou da campanha contra a fome, liderada pelo sociólogo Herbert de Souza. Cada show produzido arrecadou, em média, 13 toneladas de alimentos.
Em 1995, os shows passaram a ser feitos na então casa de espetáculos Metropolitan, na cidade do Rio de Janeiro, sob a direção de Roberto Talma e Jodele Larcher. Posteriormente, o programa passou a ser dirigido por Marcio Antonucci. Os espetáculos deixaram de ser temáticos e passaram a misturar tendências e nomes da MPB, posteriormente voltando ao antigo formato e passando a ter episódios como Samba-Reggae e Domingo no Parque, com Gilberto Gil, Marisa Monte, Caetano Veloso, Chico Science e Jorge Ben Jor. Passou a ser apresentado por Carlos Nascimento.
Em 1997, Aloysio Legey assumi a direção, e o Som Brasil começa se voltar apenas ao samba, o pagode e a axé music. Zeca Camargo assume o comando do programa. No último programa da temporada, no entanto, o tema foi "Festa da Tropicália", celebrando o 30º aniversário do movimento. Contou com participações de Gilberto Gil, Daniela Mercury, Carlinhos Brown, Gal Costa, Caetano Veloso, Tom Zé e Margareth Menezes. Pedro Bial entrevistou os integrantes da Tropicália. Em 5 de março de 1998, se despediu novamente da grade de programação da Globo. O último show teve a direção de Maurício Tavares.

### 3.ª Fase: exibição nas madrugadas e especiais (2007 – 2013)
Em 27 de abril de 2007, sob a direção de Luiz Gleiser, estreia a nova versão do Som Brasil. Grandes nomes da música brasileira se apresentam ao lado de músicos independentes, ainda pouco conhecidos do grande público, sempre homenageando um cantor diferente a cada edição. Ao todo, quatro convidados se apresentam em palcos diferentes montados em um mesmo cenário, com a participação de plateia, num dos estúdios da Globo. Segundo o diretor, " A proposta de revelar uma nova geração de intérpretes e artistas brasileiros, trazendo à luz novas sonoridades e, ao mesmo tempo, revivendo grandes canções brasileira".

#### 2007
A primeira temporada da nova fase foi exibida entre 27 de abril e 21 de dezembro de 2007, com exibições mensais as sextas-feiras, após o Programa do Jô. Foi reprisada na TV Globo entre 1.º e 11 de janeiro de 2008, após o Jornal da Globo, com exibição de segunda à sexta. A apresentação foi da atriz Patricia Pillar.
O primeiro episódio foi dedicado a Vinicius de Moraes, que contou com Gal Costa, a banda Bossacucanova com a cantora Cris Delano, com participação especial de Ed Motta, o compositor Chico Pinheiro e os rappers Criolo Doido, Rael da Rima e Terra Preta.
| 27 de abril de 2007    | Vinicius de Moraes |
| 25 de maio de 2007     | Caetano Veloso     |
| 15 de junho de 2007    | Milton Nascimento  |
| 27 de julho de 2007    | Noel Rosa          |
| 31 de agosto de 2007   | Raul Seixas        |
| 21 de setembro 2007    | Ivan Lins          |
| 2 de novembro de 2007  | Gonzaguinha        |
| 30 de novembro de 2007 | Djavan             |
| 21 de dezembro de 2007 | Gilberto Gil       |

#### 2008
Letícia Sabatella assumiu o comando da segunda temporada, que foi exibida entre 18 de abril e 19 de dezembro de 2008. Lulu Santos foi o primeiro homenageado do programa, que continuou sendo exibido mensalmente. Marina de La Riva, Apoena Frota e o grupo baiano Psirico participaram do epsiódio.
| 18 de abril de 2008    | Lulu Santos    |
| 30 de maio de 2008     | Luiz Gonzaga   |
| 27 de junho de 2008    | Cazuza         |
| 25 de julho de 2008    | Edu Lobo       |
| 5 de setembro de 2008  | Erasmo Carlos  |
| 26 de setembro de 2008 | Ary Barroso    |
| 31 de outubro de 2008  | Cartola        |
| 28 de novembro de 2008 | Tom Jobim      |
| 19 de dezembro de 2008 | Dorival Caymmi |

#### 2009
Em 2009, o Som Brasil passou a ser comandado pela atriz Camila Pitanga. Foi exibido entre 24 de abril e 18 de dezembro, com seu primeiro episódio dedicado a Tim Maia. Participaram os cantores Seu Jorge, Marku Ribas, Léo Maia, Carlos Dafé, Taryn Szpilman e Thalma de Freitas, além da banda Instituto. A banda Paralamas do Sucesso foi homenageada em 31 de julho, sendo a primeira banda a ser tema do programa.
| 24 de abril de 2009    | Tim Maia                |
| 29 de maio de 2009     | Martinho da Vila        |
| 26 de junho de 2009    | João Bosco              |
| 31 de julho de 2009    | Os Paralamas do Sucesso |
| 28 de agosto de 2009   | Alceu Valença           |
| 25 de setembro de 2009 | Renato Russo            |
| 30 de outubro de 2009  | Moraes Moreira          |
| 27 de novembro de 2009 | Paulinho da Viola       |
| 18 de dezembro de 2009 | Jorge Ben Jor           |

#### 2010
Em 2010, Camila Pitanga continuou no comando da atração, exceto no primeiro episódio, que foi apresentado por Patrícia Pillar. A temporada durou de 30 de abril a 17 de dezembro de 2010. Na estreia, Adoniran Barbosa foi homenageado, com participações de Arnaldo Antunes, o grupo Demônios da Garoa, a cantora Céu e o rapper Renegado.
| 30 de abril de 2010    | Adoniran Barbosa    |
| 28 de maio de 2010     | Rita Lee            |
| 18 de junho de 2010    | Dominguinhos        |
| 30 de julho de 2010    | Lupicínio Rodrigues |
| 27 de agosto de 2010   | Toquinho            |
| 24 de setembro de 2010 | Braguinha           |
| 22 de outubro de 2010  | Marcos Valle        |
| 26 de novembro de 2010 | Nelson Cavaquinho   |
| 17 de dezembro de 2010 | Chico Buarque       |

#### 2011
A temporada de 2011 marca o retorno definitivo de Patrícia Pillar na apresentação, sendo exibida entre 29 de abril e 16 de dezembro de 2011. O primeiro episódio fez homenagem a um letrista, Nelson Motta. Marjorie Estiano, Cidadão Instigado, Leo Cavalcanti e Vinicius D’Black foram as atrações. Nelson Motta observou todas as apresentações do estúdio, ao vivo, vendo o desempenho das bandas e conversando com Patrícia. Zezé Di Camargo & Luciano foram homenageados em 25 de novembro, no ano em que celebraram 20 anos de carreira.
| 29 de abril de 2011    | Nelson Motta              |
| 27 de maio de 2011     | Ataulfo Alves             |
| 24 de junho de 2011    | Jackson do Pandeiro       |
| 29 de julho de 2011    | Marina Lima               |
| 26 de agosto de 2011   | Carlos Lyra               |
| 16 de setembro de 2011 | Arlindo Cruz              |
| 25 de novembro de 2011 | Zezé di Camargo & Luciano |
| 16 de dezembro de 2011 | Assis Valente             |

#### 2012
Em 2012, o programa deixou de homenagear artistas e passou a ser um tema por episódio. Na estreia, a temática foi "Nordeste dos Anos 70", com Geraldo Azevedo, Elba Ramalho, Karina Buhr, Nuria Mallena e Zé Cafofinho e suas Correntes. Camila Pitanga retorna na apresentação do programa.
| 27 de abril de 2012    | Nordeste dos Anos 70 |
| 25 de maio de 2012     | Jovem Guarda         |
| 29 de junho de 2012    | Clube da Esquina     |
| 27 de julho de 2012    | Fogo & Paixão        |
| 31 de agosto de 2012   | Festivais de Músicas |
| 28 de setembro de 2012 | Black Music          |
| 19 de outubro de 2012  | Copacabana           |
| 30 de novembro de 2012 | Tropicália           |
| 14 de dezembro de 2012 | Rock Brasileiro      |

#### 2013
Entre 26 de abril e 29 de novembro de 2013, foi exibida a última temporada do programa. Patricia Pillar retornou a atração neste ano, que começou com o tema "Samba de Malandro". Diogo Nogueira, Sérgio Loroza, Virguloides e Aline Calixto, acompanhada da Orquestra Saga, se apresentaram no episódio. Em 12 de outubro, um sábado de manhã, foi exibido um especial de dia das crianças com Guilherme Arantes e a banda Cidade Negra. No ano seguinte, o programa não retornou ao ar.
| 26 de abril de 2013    | Samba de Malandro |
| 31 de maio de 2013     | Axé               |
| 28 de junho de 2013    | Bossa Nova        |
| 26 de julho de 2013    | Rainhas do Rádio  |
| 30 de agosto de 2013   | Nordeste 90       |
| 27 de setembro de 2013 | Pagode            |
| 12 de outubro de 2013  | Infantil          |
| 25 de outubro de 2013  | Sertanejo         |
| 29 de novembro de 2013 | 2000              |

### 4ª Fase: edições inéditas que apresenta e especiais em homenagens (2022–presente)
Em 10 de agosto de 2022, após nove anos de hiato, a Globo decide retomar a exibição do programa em um novo formato. O apresentador Pedro Bial conduz grandes produções homenageando diversos nomes da música nacional. O episódio de estreia comemorou os 20 anos de carreira do cantor de pagode Thiaguinho, o episódio seguinte foi dedicado aos 15 anos de carreira do cantor sertanejo Luan Santana.
Além disso, o programa também costuma ser escalado de última hora na grade da TV Globo para fazer homenagens à artistas falecidos no mesmo dia ou no dia anterior, como foram os casos de Gal Costa, Erasmo Carlos, Rita Lee e Arlindo Cruz.
| 10 de agosto de 2022   | Som Brasil apresenta: Meu Nome é Thiago André            |
| 9 de novembro de 2022  | Som Brasil especial: Gal Costa                           |
| 22 de novembro de 2022 | Som Brasil especial: Erasmo Carlos                       |
| 26 de dezembro de 2022 | Som Brasil apresenta: Luan Santana - 15 anos de carreira |

| 18 de janeiro de 2023  | Som Brasil apresenta: O show histórico de Milton Nascimento no estádio do Mineirão |
| 9 de maio de 2023      | Som Brasil especial: Rita Lee                                                      |
| 14 de junho de 2023    | Som Brasil apresenta: Alexandre Pires                                              |
| 19 de julho de 2023    | Som Brasil apresenta: Titãs                                                        |
| 6 de setembro de 2023  | Som Brasil apresenta: Sandy - 40 Anos                                              |
| 11 de outubro de 2023  | Som Brasil apresenta: Alcione                                                      |
| 15 de novembro de 2023 | Som Brasil apresenta: Chitãozinho & Xororó e Milton Nascimento                     |
| 4 de dezembro de 2023  | Som Brasil apresenta: Zeca Pagodinho                                               |

| 1.º de maio de 2024    | Som Brasil apresenta: Os Paralamas do Sucesso |
| 22 de maio de 2024     | Som Brasil apresenta: Fábio Jr. - 70 Anos     |
| 5 de junho de 2024     | Som Brasil apresenta: Raça Negra              |
| 13 de novembro de 2024 | Som Brasil apresenta: Djavan                  |
| 21 de novembro de 2024 | Som Brasil apresenta: Poesia Acústica         |

| 8 de julho de 2025     | Som Brasil apresenta: Jorge Aragão |
| 8 de agosto de 2025    | Som Brasil especial: Arlindo Cruz  |
| 12 de novembro de 2025 | Som Brasil apresenta: Péricles     |

## Apresentação
| Apresentadores    | Temporadas | Temporadas | Temporadas | Temporadas | Temporadas | Temporadas | Temporadas | Temporadas | Temporadas | Temporadas | Temporadas | Temporadas | Temporadas | Temporadas | Temporadas | Temporadas | Temporadas | Temporadas | Temporadas | Temporadas | Temporadas | Temporadas | Temporadas | Temporadas | Temporadas | Temporadas | Temporadas | Temporadas | Temporadas |
| Apresentadores    | 1981       | 1982       | 1983       | 1984       | 1985       | 1986       | 1987       | 1988       | 1989       | 1990       | 1991       | 1992       | 1993       | 1994       | 1995       | 1996       | 1997       | 1998       | 2007       | 2008       | 2009       | 2010       | 2011       | 2012       | 2013       | 2022       | 2023       | 2024       | 2025       |
| ----------------- | ---------- | ---------- | ---------- | ---------- | ---------- | ---------- | ---------- | ---------- | ---------- | ---------- | ---------- | ---------- | ---------- | ---------- | ---------- | ---------- | ---------- | ---------- | ---------- | ---------- | ---------- | ---------- | ---------- | ---------- | ---------- | ---------- | ---------- | ---------- | ---------- |
| Rolando Boldrin   |            |            |            |            |            |            |            |            |            |            |            |            |            |            |            |            |            |            |            |            |            |            |            |            |            |            |            |            |            |
| Lima Duarte       |            |            |            |            |            |            |            |            |            |            |            |            |            |            |            |            |            |            |            |            |            |            |            |            |            |            |            |            |            |
| Chico Anysio      |            |            |            |            |            |            |            |            |            |            |            |            |            |            |            |            |            |            |            |            |            |            |            |            |            |            |            |            |            |
| Alexandre Garcia  |            |            |            |            |            |            |            |            |            |            |            |            |            |            |            |            |            |            |            |            |            |            |            |            |            |            |            |            |            |
| Carlos Nascimento |            |            |            |            |            |            |            |            |            |            |            |            |            |            |            |            |            |            |            |            |            |            |            |            |            |            |            |            |            |
| Zeca Camargo      |            |            |            |            |            |            |            |            |            |            |            |            |            |            |            |            |            |            |            |            |            |            |            |            |            |            |            |            |            |
| Patrícia Pillar   |            |            |            |            |            |            |            |            |            |            |            |            |            |            |            |            |            |            |            |            |            |            |            |            |            |            |            |            |            |
| Letícia Sabatella |            |            |            |            |            |            |            |            |            |            |            |            |            |            |            |            |            |            |            |            |            |            |            |            |            |            |            |            |            |
| Camila Pitanga    |            |            |            |            |            |            |            |            |            |            |            |            |            |            |            |            |            |            |            |            |            |            |            |            |            |            |            |            |            |
| Pedro Bial        |            |            |            |            |            |            |            |            |            |            |            |            |            |            |            |            |            |            |            |            |            |            |            |            |            |            |            |            |            |